# Прибилци
Прибилци (на македонска литературна норма: Прибилци) е село в община Демир Хисар, Северна Македония.

## География
Прибилци е разположено на 660 m надморска височина в Долен Демир Хисар, в централната част на обшината и северно от общинския център Демир Хисар. Землището на Прибилци е малко – 5,4 km2, от които обработваемите площи са 151 ha, пасищата заемат 81 ha, а горите 282 ha.

## История
В Слепченския триптих от ХVІ век се споменават трима свещеници (йереи) от Прибiлцiи – Вълкан, Никола и Михаил. В по-късни бележки към Слепченския поменик се споменават лица от Прибилци, които са платили помени за свои починали близки.
В XIX век Прибилци е мюсюлманско село в Битолска кааза, нахия Демир Хисар на Османската империя. Според Васил Кънчов в 90-те години Прибилци е хубаво село, седалище на мюдюра, със 70 арнаутски къщи. Жителите му се занимават със земеделие и имат много плодородно поле. Според статистиката му („Македония. Етнография и статистика“) в 1900 година Прибилци има 450 жители, всички арнаути мохамедани.
На Етнографската карта на Битолския вилает на Картографския институт в София от 1901 година Прибилци е чисто албанско село в Битолската каза на Битолския санджак с 80 къщи.
По време на Илинденско-Преображенското въстание през лятото на 1903 година селото е нападнато от четата на Йордан Пиперката.
По данни на секретаря на Българската екзархия Димитър Мишев („La Macédoine et sa Population Chrétienne“) в 1905 година в Прибилци живеят 480 албанци.
Според Димитър Гаджанов в 1916 година в Прибилци живеят 404 турци. По това време селото е част от Журченска община в Крушовска околия.
На 19 април 1942 година, по време на българското управление през Втората световна война, в Прибилци е основано читалище „Братя Миладинови“ с 25 члена-основатели, председател Иван Велев и секретар - Нестор Спиров.
През 1961 година Прибилци има 436 жители, които през 1994 година намаляват на 287, а според преброяването от 2002 година селото има 266 жители македонци.
| Националност | Всичко |
| македонци    | 266    |
| албанци      | 0      |
| турци        | 0      |
| роми         | 0      |
| власи        | 0      |
| сърби        | 0      |
| бошняци      | 0      |
| други        | 0      |

В Прибилци има филиално Основно училище „Гоце Делчев“ до V отделение и църква „Света Богородица“.